# Dziekanka (jurydyka)

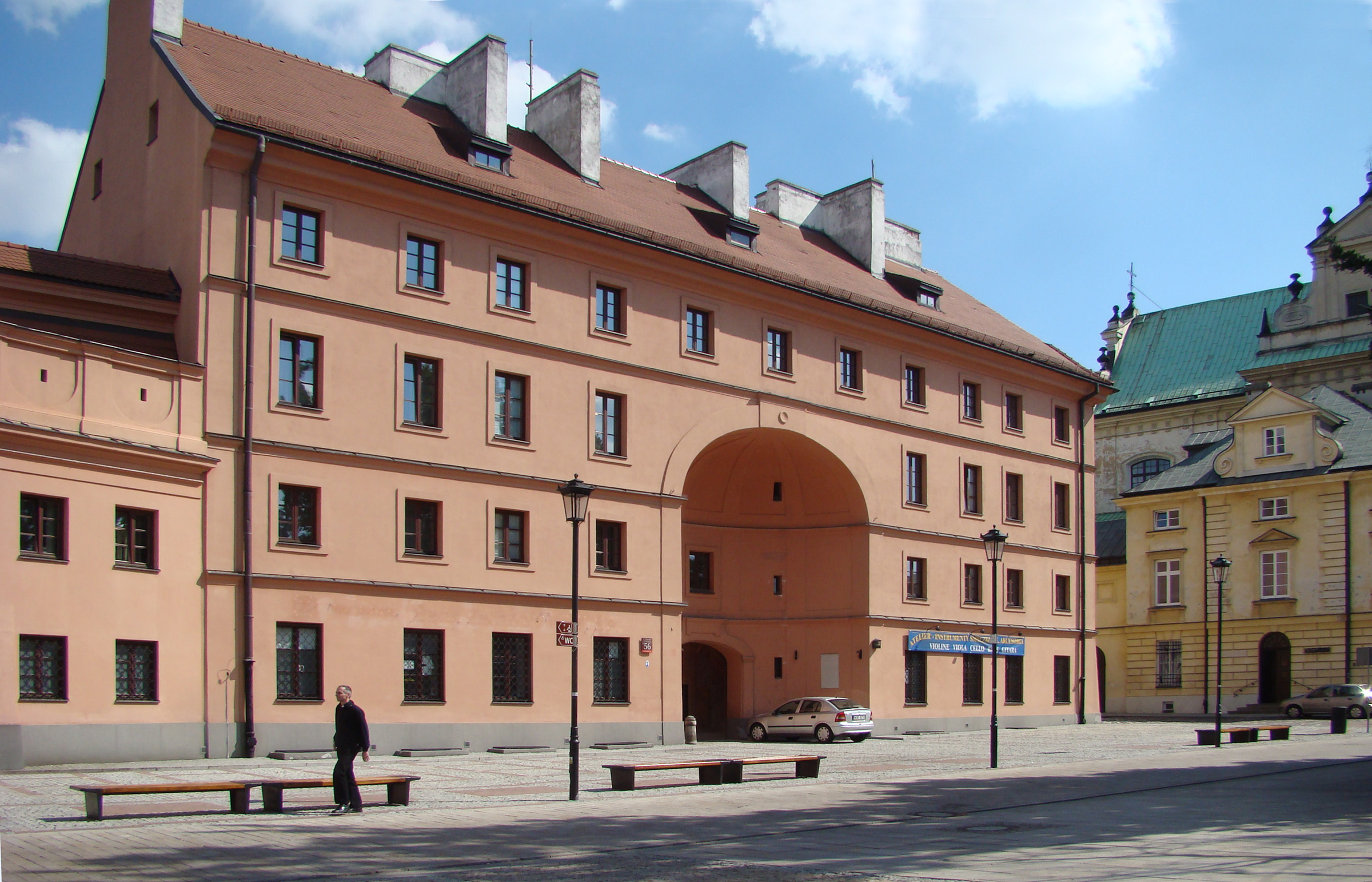
Zajazd Dziekanka znajdujący się na terenie dawnej jurydyki

Dziekanka, także Dziekania – warszawska jurydyka duchowna utworzona w 1402 roku, należąca do kapituły warszawskiej.

## Opis
Dziekanka była najstarszą warszawską jurydyką. Została utworzona w 1402 z nadania Janusza I Starszego, który uposażył dziekana i kolegiatę św. Jana Chrzciciela 12 ogrodami. 
Jurydyka rozciągała się po obu stronach Krakowskiego Przedmieścia w miejscu, gdzie odchodziły od niej ulice Dziekańska (współcześnie Trębacka) i Bednarska. Sądownictwo sprawował wójt i sześciu ławników (po dwóch z Dziekanki oraz jurydyk Zadzikowskiej i Nowoświeckiej). W 1731 jurydykę Zadzikowską przyłączono do Dziekanki.
Współcześnie w miejscu, w którym znajdowała jurydyka, znajduje się m.in. zajazd Dziekanka. 